# 여브너브
여브너브(YubNub)는 명령줄형 인터페이스를 제공하는 소셜 네트워킹 웹 서비스이다. 사용자는 여기에서 특정 웹 페이지나 웹 서비스로 직결되는 명령을 만들거나 사용할 수 있다.

## 특징
- 현존하는 대부분의 웹 사이트나 웹 서비스로 직결되게 할 수 있다(기술적으로 설명하자면 어떤 웹 서비스도 HTTP GET 요청을 통하여 접속할 수 있다. HTTP POST는 프록시 서버가 필요하다).[1]
- 명령들끼리는 파이프와 비슷한 식의 구문으로 연결될 수 있다.[2]
- 여브너브는 전자 우편 기반의 간단한 최적화 시스템을 포함하고 있다. 사용자는 명령을 사람들이 가장 흥미롭거나 쓸만하다고 생각하는 명령들이 올라가는 '황금 알' 목록에 올릴 것을 추천하거나 스팸이라고 보고할 수 있다. 현재 모든 관련 보고들은 관리자가 분석하고 있다.
- 여브너브를 다양한 브라우저 및 운영 체제와 일체화할 수 있는 툴과 설명서도 있다.[3]
- 여브너브에서 쓸 수 있는 명령 수는 지금도 계속 늘고 있다. 많은 세부 기능들에 대한 설명서도 있다.[4]

## 명령
여브너브에서 쓰는 명령은 HTTP GET 요청을 통하여 웹 서비스에 직결되는 1~10글자로 된 약자 또는 단어이며 이는 자체 제공되는 명령 만들기 기능을 통하여 만들어진다. 누구나 회원으로 가입하지 않고도 명령을 만들어 쓸 수 있다. 모든 명령은 ls 명령을 통해 발견 및 검색된다. 주목할 만하거나 가치가 높은 명령들은 ge 명령을 통해 볼 수 있는 '황금 알'에 추천된다. 여브너브 명령은 다음과 같이 사용할 수 있다.
```
(명령) (파라메터)

```

## 기술
여브너브는 MIT 허가서를 따르는 오픈 소스 소프트웨어이다. 루비로 작성되었으며 루비 온 레일스 프레임워크를 기반으로 하고 있다. 여브너브는 2005년 6월 레일스 데이 프로그래밍 콘테스트에의 출품을 목적으로 만들어졌으며 현재 존 아퀴노 혼자 개발중이다.

## 관련 사이트
- 여브너브
- 여브너브 소스 코드[깨진 링크(과거 내용 찾기)]